# Pamięć immunologiczna
Pamięć immunologiczna – właściwość układu odpornościowego organizmu polegająca na szybszym i swoistym reagowaniu przy ponownym kontakcie z antygenem (najczęściej antygenem patogenu), poprzez obecność limfocytów B i T przekształconych w formy efektorowe, powstałe przy pierwotnej odpowiedzi immunologicznej.
Pamięć immunologiczną można porównać do „zapamiętywania” przebytych infekcji przez układ odpornościowy przez wytworzenie odpowiednich dla tego rodzaju infekcji przeciwciał, co powoduje szybsze zwalczanie następnych infekcji. Zjawisko jest wykorzystywane w mechanizmie działania szczepionek (szczepionkę stanowi osłabiona lub martwa forma czynnika infekującego).